# Байрон, Роберт
Роберт Байро́н (англ. Robert Byron; 26 февраля 1905, Лондон — 24 февраля 1941, Шотландия) — английский путешественник, писатель, историк и искусствовед, более всего известный как автор путевого очерка «Дорога в Оксиану».

## Биография

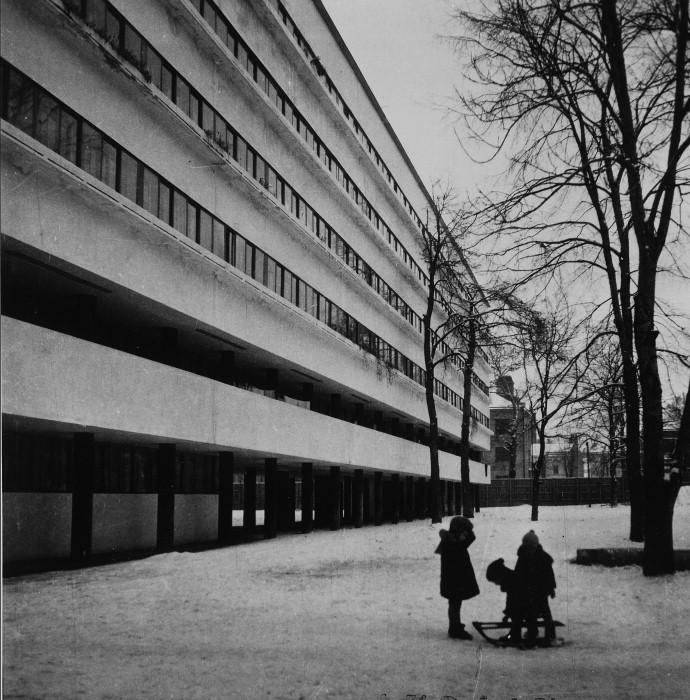
Дом Наркомфина, фотография Роберта Байрона, начало 1930-х годов.

Роберт Байрон родился в 1905 году. Образование получил в  Итонском колледже и колледже Мёртон  Оксфордского университета, откуда был исключен за вызывающее поведение.
Байрон немало путешествовал и география его поездок весьма впечатляюща: Афон, Индия, Тибет, два путешествия в СССР — по европейской части и Транссибу. Но именно поездка по Персии и Афганистану (1933—1934) предоставила Байрону достойную его пера тему, позволившую отточить собственный неподражаемый литературный стиль. По следам этого путешествия в 1934 году в Пекине была написана самая известная книга Байрона «Дорога в Оксиану», опубликованная в 1937 году.
Байрон был тонким ценителем архитектуры, что нашло отражение в его литературных произведениях. Кроме того, он был отличным фотографом. На его снимках запечатлены не только исторические здания, но и наиболее интересные образцы современной ему архитектуры. Так, во время поездки в СССР в начале 1930-х годов он сделал ряд качественных снимков только что построенных зданий в стиле конструктивизма, среди которых дом Наркомфина и московский планетарий.
Байрон был решительным сторонником сохранения исторических зданий и одним из членов-основателей Георгианской группы. Будучи одним из первых и наиболее блестящих филэллинов, Байрон стоял у истоков возрождения интереса англоязычного мира к истории Византии.
В 1938 году Роберт Байрон принимал участие в последнем съезде НСДАП, вместе с симпатизировавшей нацистам Юнити Митфорд, с которой он познакомился через её сестру Нэнси Митфорд, однако сам Байрон был открытым противником нацистской идеологии. Взаимоотношения Байрона с Нэнси были весьма близкими. В какой-то момент Нэнси даже предполагала, что Байрон сделает ей предложение и была крайне удивлена, узнав о гомосексуальности Байрона, безответно влюблённого в Десмонда Парсонса, младшего брата 6-го графа Росса. В 1934 году пара некоторое время жила в Пекине, где у Десмонда развилась болезнь Ходжкина, от которой он умер в 1937 году, ввергнув Байрона в отчаяние.

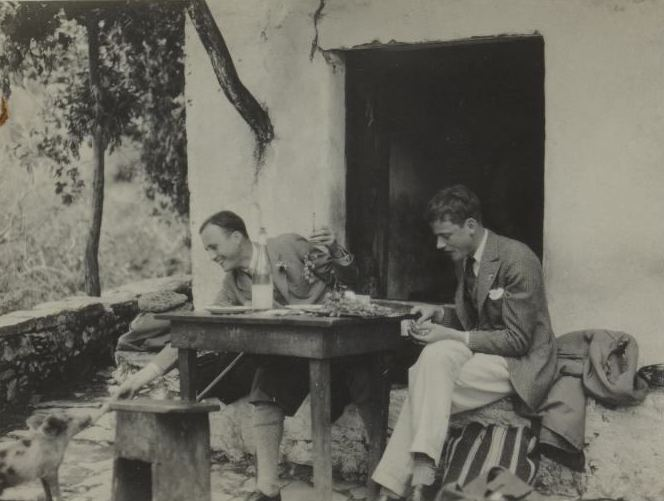
Роберт Байрон и Десмонд Парсонс в Китае. Снимок не позднее 1937 года.

В феврале 1941 года Роберт Байрон отправился в своё очередное путешествие, на этот раз в Египет. Однако в северной Атлантике корабль Jonathan Holt с Байроном на борту, был потоплен торпедой, выпущенной с немецкой подводной лодки U-97. Его тело найдено не было.
В кругах ценителей книги Байрона приобрели широкую известность, самой известной его книгой стала «Дорога в Оксиану».